# 黃敬中
黄敬中，广东曲江人，明朝政治人物、进士出身。
洪武十八年，登乙丑科进士，授监察御史。